# Thüringer Ministerium für Landwirtschaft und Forsten
Das Thüringer Ministerium für Landwirtschaft und Forsten war ein Ministerium des Freistaates Thüringen mit Sitz in der Landeshauptstadt Erfurt und bestand von 1990 bis 1994. 
Das Ministerium war in der Amtszeit der Thüringer Landesregierung während der 1. Legislaturperiode des Thüringer Landtags hauptsächlich für die Aufgaben der Landwirtschafts- und Forstverwaltung zuständig. Als Minister für Landwirtschaft und Forsten amtierte Volker Sklenar (CDU). Nach der Landtagswahl in Thüringen 1994 wurde das Thüringer Ministerium für Landwirtschaft und Forsten zum 30. November 1994 mit dem Thüringer Ministerium für Umwelt und Landesplanung zum Thüringer Ministerium für Landwirtschaft, Naturschutz und Umwelt vereinigt.